# Province de Paucartambo
La province de Paucartambo (en espagnol : Provincia de Paucartambo) est l'une des treize provinces de la région de Cuzco, au sud du Pérou. Son chef-lieu est la ville de Paucartambo.

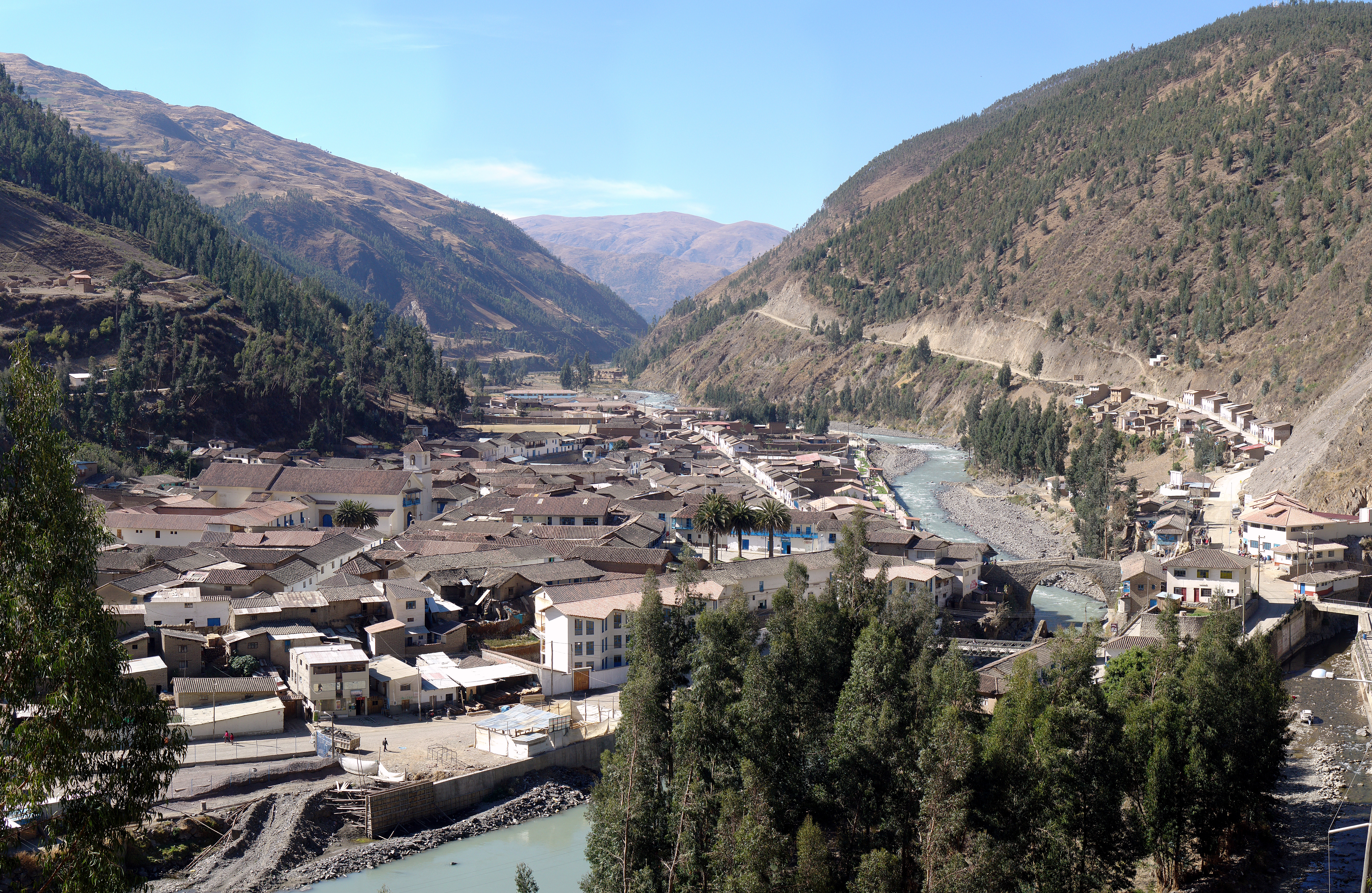
Paucartambo

## Géographie
La province couvre une superficie de 6 295,01 km2. Elle est limitée au nord par la région de Madre de Dios, à l'est et au sud par la province de Quispicanchi et à l'ouest par la province de La Convención.

## Population
La population de la province s'élevait à 47 313 habitants en 2005.

## Subdivisions
La province de Paucartambo est divisée en six districts :
- Caicay
- Challabamba
- Colquepata
- Huancarani
- Kosñipata
- Paucartambo